# Zeitungswissenschaft
Zeitungswissenschaft ist die wissenschaftliche Beschäftigung mit Printmedien, insbesondere mit Zeitungen und Zeitschriften. Untersucht werden einzelne Presseorgane und Pressegattungen in nationalem und internationalem Kontext mit deren Geschichte und Sprache, Strukturen, Funktionen, Zielen, rechtlichen Rahmenbedingungen, Herausgebern, Redaktionen und Ressorts. Dabei geht es oft auch um etwaige Konflikte mit Politik und Justiz, um Märkte, Konkurrenten und Zielgruppen sowie um die Lesedauer bei Periodika und die Mediennutzung generell.
1916 wurde auf Bestreben Karl Büchers in Leipzig ein Institut für Zeitungskunde eingerichtet, dessen erster ordentliche Lehrstuhlinhaber Erich Everth war (1926–1933). 1926 wurde die erste Fachzeitschrift mit dem Titel Zeitungswissenschaft von Karl d’Ester und Walther Heide begründet. In den 1930er Jahren etablierte sich das Fach auch an der Berliner Friedrich-Wilhelms-Universität. Sein Direktor Emil Dovifat hatte nach langen Kämpfen und vielen Diskussionen erreicht, dass die Zeitungswissenschaft durch Einbeziehung des Films und des Hörfunks in all seinen Erscheinungen zur Wissenschaft von der Publizistik ausgeweitet wurde. Die Zeitungswissenschaft gilt als Vorläufer der Kommunikationswissenschaft.

## Institutsgründungen
Folgende Institute bzw. Seminare wurden im deutschsprachigen Raum bis 1945 gegründet:
- 1916: Universität Leipzig
- 1920: Universität Köln
- 1921: Universität Münster
- 1923: Handelshochschule Nürnberg
- 1924: Universität Berlin, Universität München
- 1925: Universität Freiburg i. Br.
- 1926: Westfälisch-Niederrheinisches Institut für Zeitungsforschung, Dortmund[2]
- 1927: Universität Heidelberg, Universität Halle
- 1938: Universität Königsberg
- 1940: Universität Prag
- 1942: Universität Wien
- 1944: Universität Jena